# 安达索尔太阳能电站
安达索尔太阳能电站(英語：Andasol Solar Power Station)是欧洲第一个商业化的拋物線槽型太阳能热电站，位于西班牙安达鲁西亚省，靠近瓜迪斯。它的名字是安达鲁西亚和索尔（西班牙语： 太阳）的组合。安达索尔太阳能电站采用熔盐罐储存的太阳能(热能)，使其即使在没有太阳时可以继续发电。

## 说明
安达索尔是欧洲首个抛物槽式发电厂，安达索尔-1号于2009年3月开始运行。由于高海拔（1,100米）和半干旱气候，该地区每年平均直接日照量是2,200 kWh/m²。每个工厂的总电力产量为50兆瓦（MWe），每年发电大约165（GW·h）。收集器的面积合计为51公顷（相当于70个足球场）; 它占地约200公顷。
安达索尔有一个热存储系统，吸收白天在太阳能收集场产生的部分热量。然后将该热量储存在60％硝酸钠和40％硝酸钾的熔盐混合物中。这个工艺每年使太阳能发电厂的运行时间几乎增加一倍。全负荷下的存储系统拥有1,010 MW·h的储存热量，在阴天或日落后时期，足以运行涡轮机，并在全负荷下持续发电约7.5小时。蓄热塔由两个熔盐罐组成，每个容纳熔盐的罐体高度为14米，直径36米，内装约28,500 吨的熔盐。Andasol-1号能够为20万人提供环保的太阳能电力。
安达索尔由3个项目组成：Andasol-1号(2008年完成), Andasol-2号(2009年完成)和Andasol-3号(2011年完成)。每个项目每年产生大约165 GW-h（所有三个项目总共产生495 GW-h）。建设这三个项目的总成本估计为€9亿欧元。

## 参看
- 欧盟的再生能源
- 聚光太阳能热发电
- 太阳热能